# 1581 Abanderada
Abanderada (asteróide 1581) é um asteróide da cintura principal com um diâmetro de 39,28 quilómetros, a 2,7670231 UA. Possui uma excentricidade de 0,1237501 e um período orbital de 2 049,63 dias (5,61 anos).
Abanderada tem uma velocidade orbital média de 16,76101581 km/s e uma inclinação de 2,5389º.
Esse asteróide foi descoberto em 15 de Junho de 1950 por Miguel Itzigsohn.